# Chaetacanthus
Chaetacanthus là chi thực vật có hoa trong họ Acanthaceae.